# رنگسدورف
رنگسدورف (به آلمانی: Rengsdorf) یک شهر در آلمان است که در نویوید واقع شده‌است. رنگسدورف ۲٬۶۳۰ نفر جمعیت دارد.